# Feridun Dirimtekin
Feridun Dirimtekin (* 1894 in Istanbul; † 26. September 1976) war Berufssoldat,  ziviler Lehrer an einer Militärakademie und war zuletzt nach verschiedenen Tätigkeiten im kommunalen und zivilen gesellschaftlichen Bereich von 1955 bis 1971 Direktor des Istanbuler Museums der Hagia Sophia. Er legte zahlreiche Untersuchungen zur Geschichte Istanbuls vor.

## Leben
Feridun Dirimtekin wurde als Dukaginzâde Mehmet Feridun im Istanbuler Stadtteil Kabataş geboren. Die Familienbezeichnung Dukaginzâde, die er bis zur gesetzlichen Einführung von Familiennamen in der republikanischen Türkei führte, verweist auf eine Zugehörigkeit zum Geschlecht der Dukaginoğulları (pers.: Dukaginzâde = türk. Dukaginoğlu), die zu den bekannten Familien in der Geschichte des Osmanischen Reiches gehörten und mit Dukakinoğlu Ahmed Pascha († 1515) auch einen Großwesir gestellt hatten. Der Name verweist weiter auf die Abstammung von der mittelalterlichen feudalen albanischen Adelsfamilie der Dukagjini.

### Militärische Laufbahn (bis 1927)

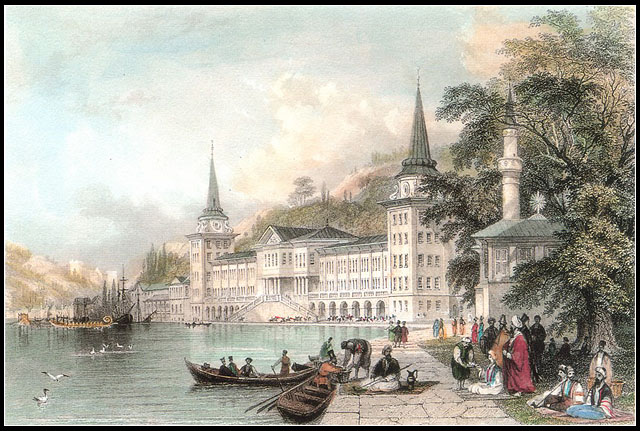
Das Kuleli Askerî Lisesi in einer Ansicht des 19. Jahrhunderts

Die Schulzeit verbrachte er in Izmir, danach ging er zu einer Militärschule in Istanbul, das spätere Kuleli Askerî Lisesi. 1912 besuchte er die Mekteb-i Harbiye, die heutige Heeres-Offiziersschule (Kara Harp Okulu). Als Leutnant kämpfte er zunächst in den Balkankriegen und im Kaukasusgebiet, aber auch an den Dardanellen. Nach dem Waffenstillstand von Moudros, der die Kampfhandlungen des Ersten Weltkrieges beendete, war er als Adjutant im osmanischen Kriegsministerium (Harbiye Nezareti) tätig und setzte seine Ausbildung an der Mekteb-i Erkân-ı Harbiye (Militärakademie für die Ausbildung der Generalstabsoffiziere, Vorläuferin der Kara Harp Akademisi) fort. 
1921 verließ er Istanbul und ging nach Anatolien, wo er am Türkischen Unabhängigkeitskrieg teilnahm. Nach der Eroberung Izmirs wurde er neben weiteren Auszeichnungen zum Hauptmann befördert. Nach dem Krieg setzte er seine unterbrochene Ausbildung an der Militärakademie fort und wurde 1924 in den Generalstab versetzt.
1925 wurde er Lehrer für Taktik bei den Harp Akademileri, den Militärakademien, 1926 Lehrer für Militärgeschichte. Feridun Bey hatte in eine bekannte und begüterte christliche Familie arabischer Herkunft eingeheiratet. Wegen eines neuen Gesetzes, das die Ehe mit einer ausländischen Frau für Soldaten untersagte, ließ er sich am 22. September 1927 als Offizier im Dienstgrad eines Kıdemli Yüzbaşı (etwa: Hauptmann erster Klasse) in den Ruhestand versetzen, setzte jedoch als Zivilist seine Lehrtätigkeit in Form von Vorlesungen an der Militärakademie fort.

### Lehrer, politische Arbeit

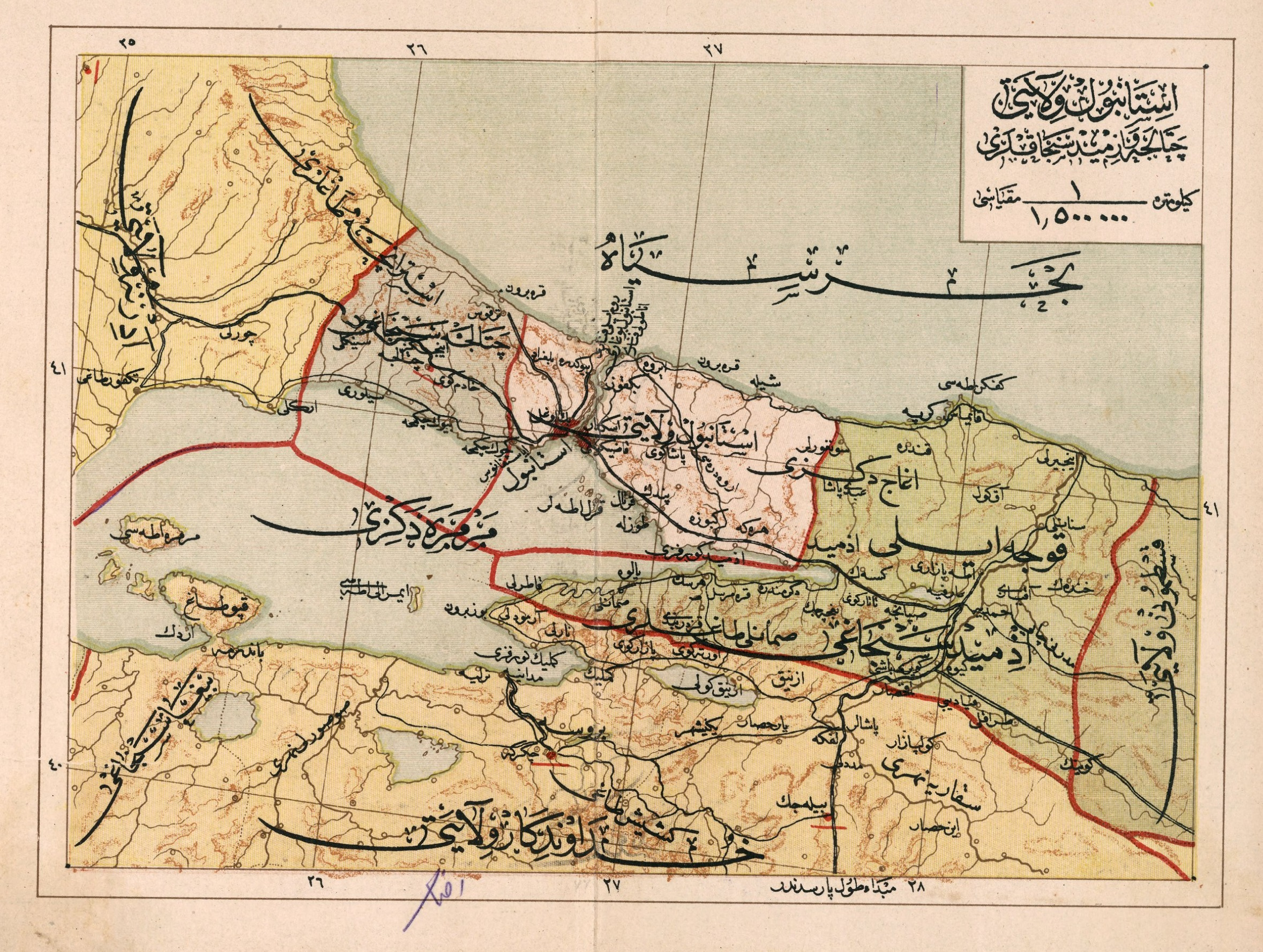
Vilâyet Konstantinopel, 1907

Ab 1934 war er Mitglied des Generalrats (Umûmî Meclis, Provinzialparlament) des Vilâyets Istanbul. Von 1935 bis 1939 war er in Ankara stellvertretender Vorsitzender der Türk Hava Kurumu, einer halbstaatlichen Vereinigung, die die Förderung und Entwicklung des Flugwesens und den Aufbau einer Flugzeugindustrie zum Ziel hatte. Er sollte das Interesse an der Fliegerei in der Jugend fördern, wozu er Lehrgänge für Fallschirmspringen und Segelflug durchführte. Nach dem Inkrafttreten des Gesetzes über die Einführung von Familiennamen nahm er den Familiennamen Dirimtekin an. 

### Regionaldirektor für Sportfragen (ab 1939), Freunde Istanbuls
1939 gab er sein Amt bei der Türk Hava Kurumu auf und wurde Regionaldirektor für Sportfragen („Leibeserziehung“) in Istanbul (İstanbul Beden Terbiyesi Bölge Müdürü). In seine Amtszeit fiel der Bau des ersten Abschnitts des Dolmabahçe-Stadions, sowie der Vereinsräumlichkeiten für Tennis, Bergsteigen und Fechten. Ferner wurden die Sportplätze und Klubeinrichtungen von Vefa und Beykoz errichtet und die Sportplätze von Beşiktaş und Fenerbahçe neu geordnet.
Von 1942 bis 1946 war Feridun Dirimtekin Vorsitzender des Eminönü Halkevi, des „Volkshauses“ im zentralen Stadtteil Eminönü. In seiner Amtszeit fanden erstmals Ausstellungen von Bildern der historischen und architektonischen Denkmäler statt und es wurden hierüber Kataloge veröffentlicht. 
Dirimtekin gehörte zur Gruppe der Freunde Istanbuls (İstanbul’u Sevenler Grubu) – diese Gruppe sollte den Behörden Beschwerden im Zusammenhang mit dem historischen Erbe vortragen –, war Mitglied des Stadtrats und Leiter einer Kommission für Stadtentwicklung. Bereits seit 1948 gehörte er einem Gremium zum Schutz des kulturellen Erbes an. Dies zeigte sich vor allem anlässlich der Vorbereitung der Feiern zum 500. Jahrestag der Eroberung Konstantinopels im Jahre 1453.

### Museumsdirektor der Hagia Sophia (1955–1971)
1955 wurde Dirimtekin, obwohl er hierin keinerlei Ausbildung besaß, zum Direktor des Museums der Hagia Sophia ernannt, ein Amt, das er bis 1971 ausübte. Dieses Amt, zu dessen im Lauf der Zeit wechselnden Zuständigkeitsbereich nicht nur die Haghia Sophia, sondern auch weitere Bauwerke aus byzantinischer Zeit, wie die Hagia Irene oder die Chora-Kirche gehörten, war durch Resignation des früheren Inhabers frei geworden und musste wegen der Vorbereitung des 1955 in Istanbul stattfindenden Internationalen Kongresses für Byzantinistik unverzüglich neu besetzt werden. Die Ernennung erwies sich als Glücksgriff, denn Dirimtekin entwickelte sich während seiner Amtszeit zum Experten für byzantinische Kunst. Auch war er beratend bei der Umgestaltung der innerstädtischen Gebiete tätig und arbeitete in der Hauptstadt Ankara im Beirat für die Museen. Zur Hagia Sophia erschienen Jahrbücher (Ayasofya Müzesi Yıllığı), der Direktor besuchte zahlreiche Vortragsveranstaltungen, vielfach auch in Westeuropa. 1958 wurde er Mitglied des Deutschen Archäologischen Instituts, und er erhielt auch in Spanien, Griechenland, Italien und Frankreich Auszeichnungen.
Seine über Jahrzehnte währenden Beziehungen zum Touring und Automobilclub der Türkei (Türkiye Turing ve Otomobil Kurum) mündeten darin, dass er 1976 zum Präsidenten des Verwaltungsrates gewählt wurde. Doch noch im August jenes Jahres stürzte er schwer und starb am 26. September. Am 29. September wurde er auf dem Feriköy-Friedhof (Feriköy Mezarlığı) beigesetzt.

### Publikationstätigkeit
Bereits seit 1950 hatte er über die Geschichte der Archäologie zu publizieren begonnen. Daneben versuchte er die in Thrakien unter Kaiser Anastasios errichteten Mauern zu erhalten. An der Theodosianischen Mauer im Bereich der Tore Edirnekapı – Eğrikapı leitete er kleinere archäologische Grabungen. Seine Tätigkeit als Direktor der Hagia Sophia gestattet es ihm, über das Bauwerk zahlreiche Einzelpublikationen zu veröffentlichen.

## Werke (Auswahl)
- Konya ve Düzbel, 1146–1176, Ahmet Sait Matbaasĭ, Istanbul 1944.
- Anastase Surları, in: Belleten XII, Sayı 45, Istanbul 1948 (zu den 65 km westlich von Istanbul liegenden Anastasios-Mauern).
- Le siège de Byzance par les turcs-avars au VIIe siècle, Editions des "Amis d'Istanbul", Istanbul 1948.
- İstanbul’un İmarı, Istanbul 1949 (Rekonstruktion Istanbuls).
- İstanbul Surları Hendeklerinde Su Var mıydı?, Istanbul 1950 (zur Frage des Wassers im Mauergraben).
- Istanbul After the Conquest, Istanbul Press, Istanbul 1953 (türk. 1949).
- Fouilles entreprises dans la partie septentrionale de Tekfoursaray (Palais des Blachernes), Istanbul 1952.
- İstanbul’un Muhasarası Esnasında 20 Nisan Deniz Muharebesi, in: Yeni İstanbul Gazetesi, 29. Oktober 1952 (zur Seeschlacht am 20. April 1453).
- 14. Mintika (Blachernae) Surlar, Saraylar ve Kiliseler, Istanbul 1953 (zu Mauern, Palästen und Kirchen).
- 1453 muhasarası esnasında Bizans'ın nüfusu, Türkiye Turing ve Otomobil Kurumu, Istanbul 1954 (zur Bevölkerung während der Belagerung von Konstantinopel im Jahr 1453).
- Le mura di Anastasio I., in: Palladio, n.s. 5 (1955) 80–87.
- Fetihten önce Halic surları, Istanbul Enstitüsü, Istanbul 1956 (zu den Mauern am Goldenen Horn vor 1453).
- L’eglise Sainte Irêne, in: Corsi di cultura sull'arte ravennate e bizantine II (1956) fasc. 2, 41–45.
- Beylerbeyi Kilisesi – The Church of Beylerbey, in: Ayasofya Müzesi Yıllığı 1 (1959) 11–13.
- Le skevophylakion de Sainte-Sophie, Institut Francais d'Etudes Byzantines, 1961 (zum Schatzhaus der Hagia Sophia).
- Ayasofya’nın Bronz Kapıları / The Bronze Doors of Saint Sophia, in: Ayasafya Müzesi Yıllığı 3 (1961) 42–46.
- Ayasofya şimalindeki Vezir Bahçesi denilen yerde bulunan bir hipogée – Un hypogee dans le jardin dit “du Vizir” au nord de Sainte Sophie, in: Ayasofya Müzesi Yıllığı 4 (1962) 30–36.
- Le local du Patriarcat a Sainte Sophie, 1963.
- Ayasofya Baptisteri – The Baptistery of Saint Sophia, in: Türk Arkeoloji Dergisi 12 (1963) 54–87.
- Saint Sophia Museum, Türkiye Turing ve Otomobil Kurumu Yayını, İstanbul 1964 (deutsch: Hagia Sophia Museum. Führer, 1965).
- The historical monument of Kariye / Das historische Bauwerk Kariye / Le monument historique de Kariye, Istanbul 1966.
- Ereğlı̇ (Perı̇nthus, Herakleia, Mygdonia) ve batisindakı̇ lı̇man kalintisi, in: Ayasofya Müzesi Yıllığı, 1967, S. 1–18.